# Hastella longirostris
Hastella longirostris är en insektsart som först beskrevs av Sjöstedt 1934.  Hastella longirostris ingår i släktet Hastella och familjen Morabidae. Inga underarter finns listade i Catalogue of Life.